# Gelukkig zijn
"Gelukkig zijn" ("Ser feliz") foi a canção belga no Festival Eurovisão da Canção 1975, interpretado em  neerlandês e inglês por Ann Christy. A canção tinha letra e música de Mary Boduin e foi orquestrada por Francis Bay.
A canção foi a 11.ª a ser interpretada na noite do festival, a seguir à canção maltesa "Singing this song", interpretada por Renato Micallef e antes da canção de Israel "At Va'Ani, interpretada por Shlomo Artzi. No final, a canção belga obteve 17 pontos, classificando-se em 15.º lugar, entre 19 países participantes). 
A canção trata dos simples prazeres da vida e refere "Isto é o que chamamos ser feliz". A cantora compara esses sentimentos com  "O sentimento que eu obtenho de ti" e considera que isto, também é felicidade. 